# 하투실리 3세

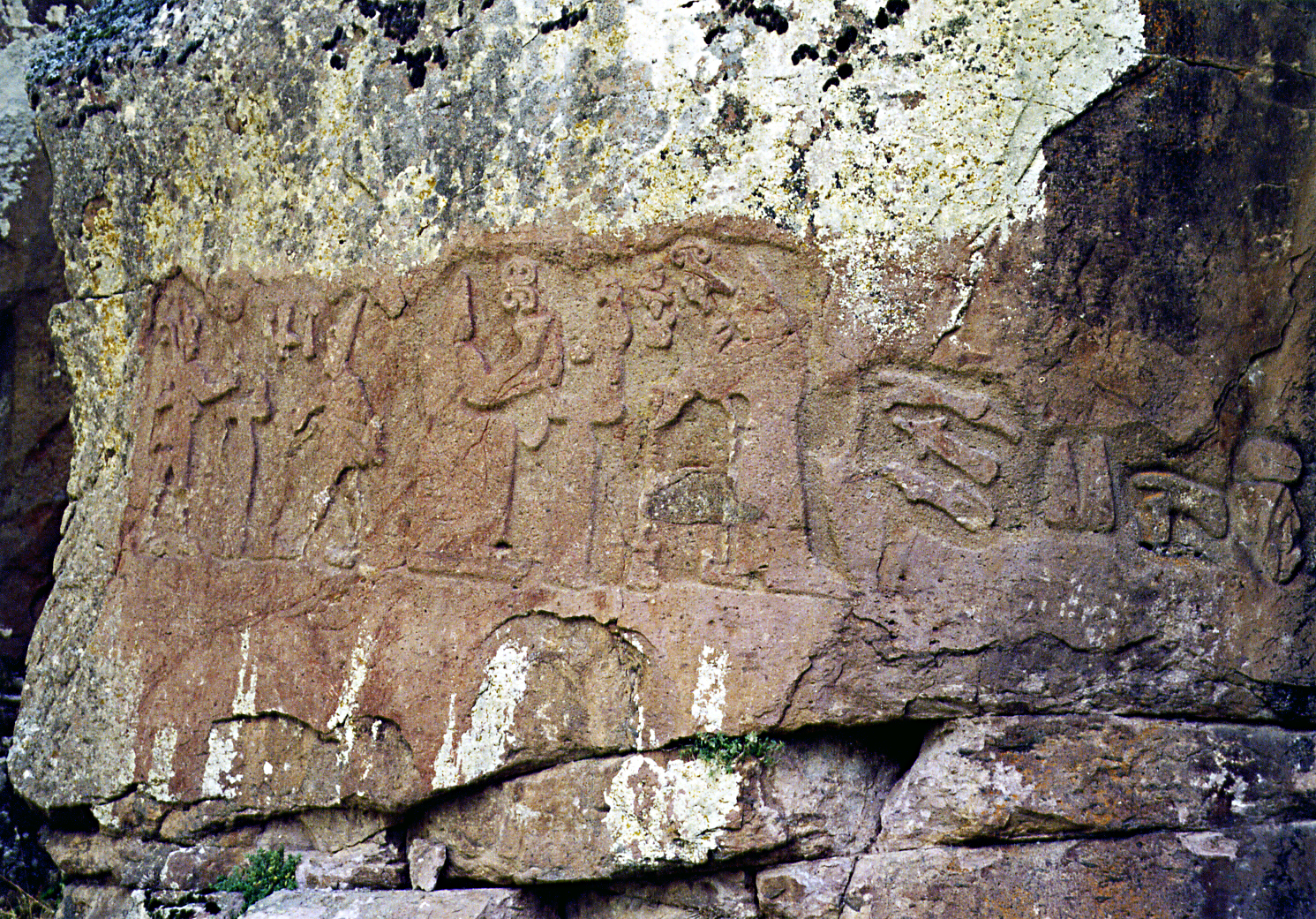

하투실리 3세는 히타이트 제국의 전성기를 이룩한 황제(제위: 기원전 1267년~기원전 1237년)이며, 신 히타이트 (소위 히타이트 제국)의 다섯 번째 황제이다. 그는 무르실리 2세의 말자(末子)이다. 무르실리는 하투실리를 사무하의 사우스가의 제사장으로 임명하였고 하투실리는 죽을 때까지 사무하의 이쉬타르에 충성하였다.
그의 형 무와탈리 2세는 그의 자리를 타르훈타사로 옮기고 그를 하투사의 주지사로 임명하였다. 하투실리는 히타이트 군대의 사령관이었는데 기원전 1274년 유명한 카데쉬 전투에서 시리아로 원정해온 이집트를 격파하였다. 하투실리는 총독으로서 역시 네릭을 다시 정복하였고 그 폭풍신의 대제사장이 되었다. 하투실리는 그의 장남이며 태자에게 이 성취의 영광에 네리카일리(네릭의 카일)라는 이름을 주었다.
형인 무와탈리 2세가 사망한 뒤 그 서자(庶子)로써 즉위한 조카 무르실리 3세(본명은 우르히-테슙)는 상당한 세력을 갖고 있던 숙부를 경계하였으므로, 일부러 수도를 하투사로 다시 옮기고 하투실리의 권력을 축소시켰다. 이후 무르실리는 그를 네릭의 분봉왕위에서마저 폐위하여, 결국 7년에 걸친 내전을 발생시켰다. 승리한 하투실리는 조카를 이집트로 추방하였다. 하투실리는 형의 차남인 울미-테슙의 이름을 쿨룬타(Kulunta) 라 바꾸고 (또는 그녀를 쿠룬타에게 시집보내고) 쿠룬타를 추방한 무르실리 3세 대신에 타르훈타사의 분봉왕을 임명하였다. 이후 하투실리는 어린 아들 투드할리야 4세를 대신에 태자로 승격시켰다.
하투실리와 이집트 파라오 람세스 2세는 히타이트 모델에 기초한 기록된 평화 조약을 봉인하였다. 그것은 이집트의 기념비적인 사본에 따르면 역사상 최초의 잘 알려진 조약이 되었는데 두 경쟁하는 제국간의 오래 지속되는 평화를 달성하였다. 람세스는 하투실리의 딸과 결혼하였는데, 그녀는 이집트 식 이름이 마아토르네페루레로 알려졌다. 수년 후 그는 다른 히타이트 공주와 결혼하였다.

## 가계
황후는 푸두헤파이다. 그녀는 라와찬티야의 사제 펜팁-사리의 딸이다. 알려진 자녀는 8남 6녀이지만 이외의 자녀가 있었을 확률이 높다.
아들
- 장남 카일 무르실리, 소위 네릭의 카일. 태자였으나 폐위되었다.
- 차남 타슈미 샤루마로 곧 투드할리야 4세
- 3남 후지야 (Huzziya)
- 4남 한누티 (Hannuti)
- 5남 호쉬니 (Hoshini)
- 6남 타타마루 (Tatamaru)
- 7남 우프라무와 (Uparamuwa)
- 8남 타르훈타 피야 (Tarhunta Piya)

딸
- 장녀 킬루스헤파 (Kilush Hepa), 이슈와(Ishuwa)의 분봉 종실 아리 샤루마(Arisharumma)의 비(妃)
- 차녀 가술라위야 (Gassulawiya), 아무루(Amuru)의 분봉 종실왕인 벤테시니(Bentesina)에게 시집가 샤우쉬가무와(Saushgamuwa)를 낳음
- 3녀 마에트니프루레, 람세스 2세의 계비
- 4녀는 바벨론으로 시집갔으나 이름은 알려져 있지 않음
- 5녀는 언니의 뒤를 이어 람세스 2세의 비가 되었으나 이름이 알려져 있지 않음
- 6녀는 이름이 알려져 있지 않으나 조카인 아무루 왕 샤우쉬가무와와 결혼